# Lá cờ Illinois
Lá cờ Illinois hiện nay được thiết kế năm 1912 bởi Lucy Derwent và chính thức được Quốc hội Illinois công nhận vào ngày 6 tháng 7 năm 1915. Lá cờ có màu trắng và mang hình ảnh huy hiệu Illinois ở trung tâm. Sau đó lá cờ đã được sửa đổi đôi chút, trong đó có việc thêm tên của tiểu bang vào bên dưới huy hiệu trên lá cờ. Lá cờ này được Sanford Hutchinson thiết kế lại một lần nữa và chính thức được chấp nhận sử dụng vào ngày 1 tháng 4 năm 1970.